# Riềng newman
Riềng newman Alpinia newmanii là một loài cây thân thảo đa niên thuộc phân họ riềng, được các nhà khoa học Viện Sinh học nhiệt đới thuộc Viện Hàn lâm Khoa học và Công nghệ Việt Nam phát hiện ra dưới tán rừng thứ sinh cây lá rộng ưu núi thế họ Dầu ở huyện Nghĩa Hành và rừng thường xanh cây lá rộng trên núi thấp của núi Cà Đam huyện Trà Bồng và Tây Trà, tỉnh Quảng Ngãi, Việt Nam, công bố trên tạp chí Nordic Journal of Botany tháng 2 năm 2017. Tên loài được đặt theo tên tiến sỹ Mark F. Newman của Vườn Thực vật Hoàng gia Edinburgh, người có nhiều đóng góp trong nghiên cứu họ Gừng ở Việt Nam, Lào, Campuchia và Thái Lan.

## Phát hiện và đặt tên
Chi Riềng, phân chi Alpinia, đoạn Alpinia được chia thành 6 phân đoạn: phân đoạn Alpinia, phân đoạn Catimbium (Horan.) R.M. Smith, phân đoạn Cenolophon (Bl.) R.M. Smith, phân đoạn Paniculatae R.M. Smith, phân đoạn Presleia (Val.) R.M. Smith, và phân đoạn Probolocalyx (K. Schum.) R.M. Smith. Trong đó, phân đoạn Catimbium có ít nhất 33 chi mọc trải từ Tây Ấn Độ tới New Guinea và Bismarck Archipelago